# Ajuga iva
Ajuga iva là một loài thực vật có hoa trong họ Hoa môi. Loài này được (L.) Schreb. mô tả khoa học đầu tiên năm 1774.

## Hình ảnh

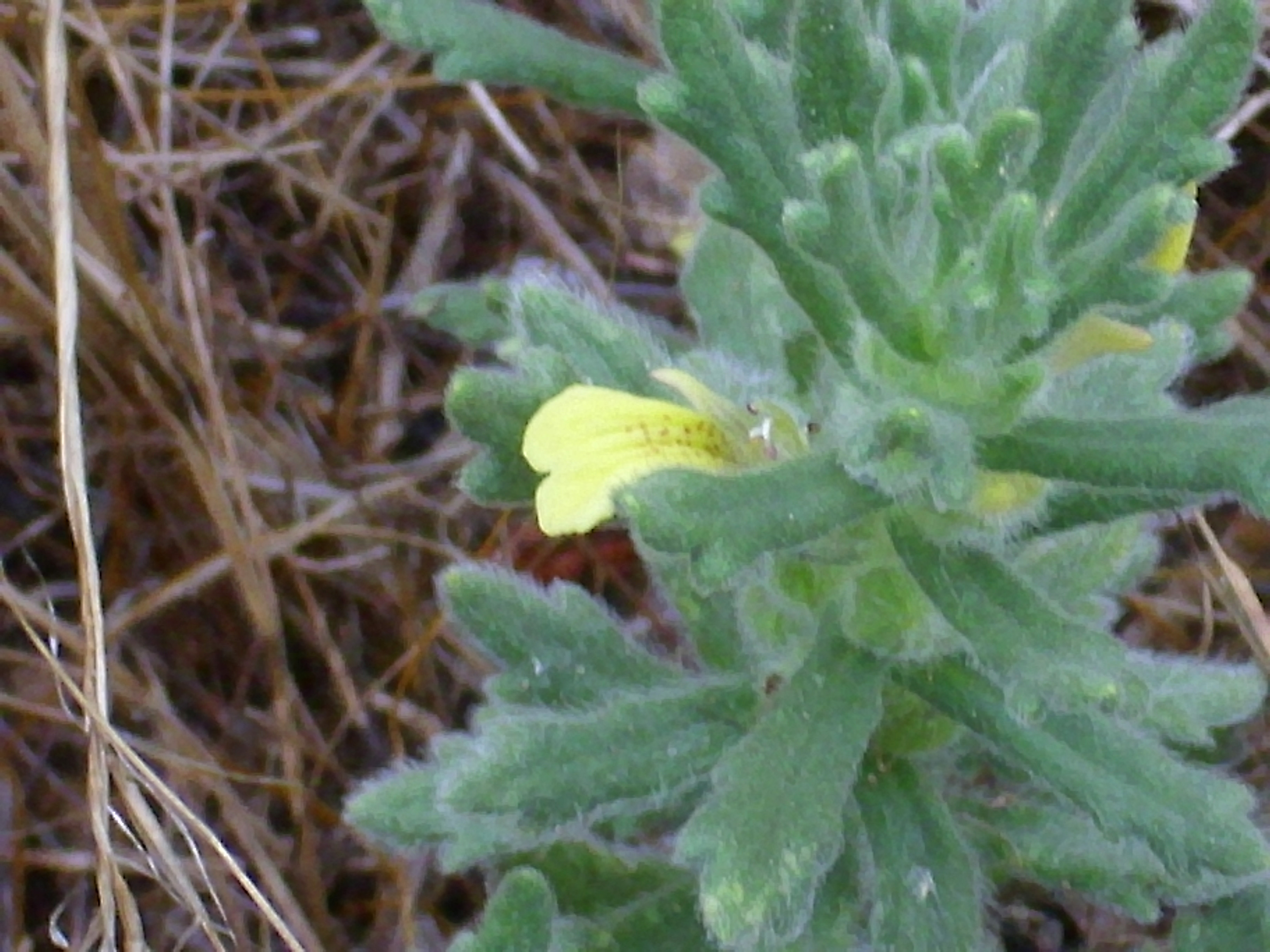
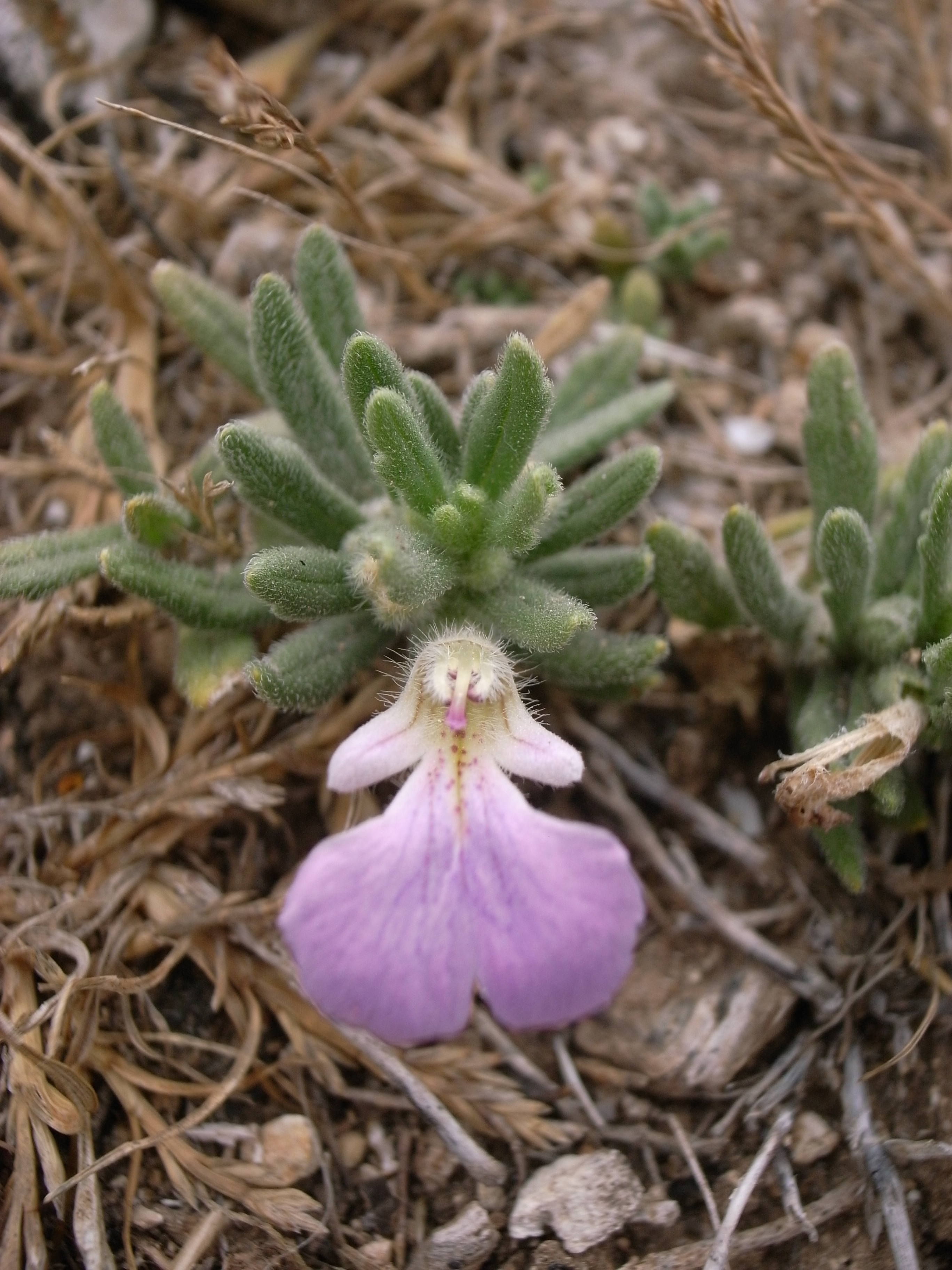